# فرودگاه بین‌المللی گیمهی
فرودگاه بین‌المللی گیمهی (به انگلیسی: Gimhae International Airport) (به زبان بومی: 김해국제공항) یک فرودگاه نظامی و همگانی باربری با کد یاتا PUS است که یک باند فرود آسفالت دارد و طول باند آن ۲۷۴۵ متر است. این فرودگاه در شهر بوسان کشور کره جنوبی قرار دارد و در ارتفاع ۲ متری از سطح دریا واقع شده‌است.

## شرکت‌های هواپیمایی و مقصدهای پروازی

### Domestic Terminal
| شرکت‌های هواپیمایی | مقصدهای پروازی |
| ----------------- | -------------- |
| Air Busan         | ججو، گیمپو     |
| آسیانا ایرلاینز   | ججو            |
| ایستار جت         | ججو، گیمپو     |
| ججو ایر           | ججو، گیمپو     |
| Jin Air           | ججو            |
| کورین ایر         | ججو، گیمپو     |
| Korea Express Air | یانگ‌یانگ       |

### International Terminal
| شرکت‌های هواپیمایی                             | مقصدهای پروازی |
| --------------------------------------------- | --- |
| آئروفلوت اجرا توسط آورورا                     | ولادی‌وستوک |
| ایرآسیا ایکس                                  | کوالالامپور |
| Air Busan                                     | مکتان-کبو، دا نانگ، فوکوئوکا، انتونیو بی وان پت، هنگ کنگ، گاوشیونگ، ماکائو، کانزای، کینگدائو لیوتینگ، سانیا فونیکس، نیو چیتوز، سیم ریپ، تائویوان تایوان، ناریتا، بویانت-اوخا، شی‌آن شیان‌یانگ، یانجی چائویانگ‌چون، Zhangjiajie |
| ایر چاینا                                     | پکن |
| آسیانا ایرلاینز                               | پکن، بایون گوآنگجو، هانگجو ژیاشان، نینوی آکوئینو، ناها، سایپن، اینچئون، شانگهای پودنگ، شنینگ تخین |
| دراگون‌ایر                                     | هنگ کنگ |
| سبو پسیفیک                                    | نینوی آکوئینو چارتر: مکتان-کبو |
| چاینا ایرلاینز                                | تائویوان تایوان |
| هواپیمایی شرقی چین                            | شانگهای پودنگ، یانتای چائوشوی |
| هواپیمایی شرقی چین اجرا توسط شانگهای ایرلاینز | شانگهای پودنگ، Zhangjiajie فصلی: چانگشا هوانگهوا |
| هواپیمایی جنوبی چین                           | بایون گوآنگجو، شنینگ تخین، یانجی چائویانگ‌چون |
| ایستار جت                                     | سووارنابومی، کوتا کینابالو، کانزای |
| هنگ کنگ اکسپرس                                | هنگ کنگ |
| خطوط هوایی ژاپن                               | ناریتا |
| ججو ایر                                       | سووارنابومی، فوکوئوکا، انتونیو بی وان پت، ناها، کانزای، سایپن، تائویوان تایوان، ناریتا |
| Jin Air                                       | مکتان-کبو، کلارک، دا نانگ، انتونیو بی وان پت، کیتاکیوشو، ناها، کانزای فصلی: فوکوئوکا |
| کورین ایر                                     | سووارنابومی، پکن، فوکوئوکا، انتونیو بی وان پت, هنگ کنگ، چوبو سنترایر، نانجینگ لوکو، کانزای، کینگدائو لیوتینگ، نیو چیتوز، اینچئون، شانگهای پودنگ، تائویوان تایوان، ناریتا                                                    |
| Lao Airlines                                  | واتایی |
| میات مونگولین ایرلاینز                        | بویانت-اوخا |
| Peach                                         | کانزای |
| فیلیپین ایرلاینز                              | کالیبو، نینوی آکوئینو |
| ایراژیا فیلیپینز                              | کالیبو |
| تی وی ایرلاینز                                | کانزای |
| تای ایرویز اینترنشنال                         | سووارنابومی |
| تایگرایر تایوان                               | تائویوان تایوان |
| ویت‌جت ایر                                     | نوا به |
| ویتنام ایرلاینز                               | نوا به، تان سون نهات |